# 張暐
張暐（655年—746年），唐朝汝州襄城县（今河南省襄城县）人。
武德年间郓州刺史张德政之孙。唐中宗景龙初年，为铜鞮县令。他家资豪富，喜欢宾客，以游猎作为娱乐。当时临淄王李隆基为潞州别驾，张暐拜在他的门下。唐睿宗即位后，擢拜张暐为左御史台中丞。李隆基即帝位为唐玄宗，先天年间，被太平公主构陷被流放岭南。太平公主之乱被平定，张暐入朝为大理卿。雍州改为京兆府，张暐成为首任京兆尹，他入侍私宴，出主都政，倍受恩礼，荣宠无比。官至殿中监、太仆卿。开元末年，加特进。天宝五载（746年）薨，年九十馀岁，赠开府仪同三司。